# Вегин, Пётр Викторович
Пётр Викторович Вегин (наст. фамилия Мнацаканьян, 1939—2007) — русский поэт, переводчик, редактор, художник.

## Биография
Родился в Ростове-на-Дону в семье армянина и русской. Фамилия по отцу Мнацаканьян. Образование среднее. Печатался как поэт с 1958—1959 (сначала под настоящей фамилией). Первый сборник стихов вышел в 1964 году, с 1969 года член Союза писателей СССР.
С 1963 года жил в Москве, по совету Андрея Вознесенского сразу взял псевдоним Вегин («красиво и загадочно», по выражению Вознесенского; в Москве к тому времени уже был поэт с фамилией Мнацаканян). В 1970-е и 1980-е годы Вегин часто ездил в творческие командировки по республикам СССР и странам мира, куда его направляла Иностранная комиссия Союза писателей СССР. Много занимался переводами поэзии с подстрочников разных языков. В советский период творчества лучшие книги поэзии Вегина — «Лёт лебединый», «Винтовая лестница», «Вальс деревенской луны», «Переплыви Лету», «Созвездие матери и отца». Был составителем ежегодного московского альманаха «День поэзии—1975», главный редактор которого — Евгений Винокуров. В этом альманахе произошла первая официальная публикация подборки стихов Владимира Высоцкого. Через 10 лет Вегин был соредактором этого альманаха вместе с поэтами Дмитрием Сухаревым и Алексеем Марковым. Вегин избирался ответственным секретарём Объединения поэтов Москвы, являлся влиятельным человеком в столичных литературных кругах и среди творческой богемы, охотно и изощрённо увлекался женщинами, был неоднократно женат. Имиджевым знаком Вегина был жёлтый платок, выглядывающий из кармана фиолетового пиджака. 
Марина! Трогается лёд,

я у весны служу посыльным…

Весна, как синий вертолёт,

спускается в ладонь России.
В сентябре 1989 года Вегин прилетел с дочерью Екатериной в США для участия в программе международного литературного семинара университета штата Айова. С сентября по декабрь — участник этого семинара. Возвращаться в СССР Вегин в это сложное, переломное время не захотел, рассчитывал на интересные творческие и преподавательские контракты в США.
С января 1990 года один семестр факультативно читал лекции на кафедре русского языка и литературы этого университета в Айова-Сити. Летний семестр работал в университете Индианы-Блумингтон. Женился и остался жить в США. Весной 1991 года переехал в Лос-Анджелес для работы в газете — еженедельнике «Панорама», где некоторое время жил по соседству и работал вместе с переводчиком из Москвы, членом Союза писателей СССР Камроном Хакимовым. Вегин долго работал главным редактором газеты еженедельника «Контакт».
30 мая 1996 года получил гражданство США. В 2003 году работал главным редактором газеты «Правда — русская и американская». Вышло 14 номеров газеты.
В 2000 году на выставке «Десять американских художников советского происхождения» в Доме художников на Крымском валу в Москве выставлялись три картины Вегина в духе импрессионизма, включая «Дождь в Нью-Йорке» и «Родина-мать».
В 2002 и в 2003 выпустил, как главный редактор, два номера литературно-художественного альманаха «Зеркало».
Занимался живописью. Как художник участвовал в разных выставках в США и России.
Переводил стихи поэтов США, Латвии, Армении, Украины, Грузии, Литвы.
В 2006 году в его квартире произошёл небольшой пожар. Судьба картин после его смерти неизвестна.
Последние годы жизни в США были отмечены для Вегина творческой невостребованностью, одиночеством, тоской и ностальгией по родине, усугублявшимися заболеванием гипертонией. 10 августа 2007 года был найден мёртвым на одной из улиц в Лос-Анджелесе.

## Творчество
Вероятно, автор этих строчек не без способностей. Но нам всё время мешает его назойливое желание быть оригинальным. Речь его вычурна и неясна.— Головин Б. Н. "Как говорить правильно"

Вегин пишет пространно, часто повествовательно, любит прибегать к ассонансу вместо точной рифмы, подчас он пользуется переносом из строки в строку, что приближает их к прозе, а подчас допускает даже короткие прозаические вставки между стихами. Образный язык его стихов иногда соскальзывает в намеренный интеллектуализм, но никогда не теряет меткости.— Вольфганг Казак

Петр Вегин был яркой краской на фоне бесцветных лет и персонажей эпохи застоя. Талант этого поэта выражался в точности глазомера, в живой метафорической речи, в экспрессивности ритмического рисунка. Неистощимое депо метафор. Гигантский комбинат по производству праздничных салютов и фейерверков. Некоторые его стихи и поэмы, особенно свободные по форме, напоминали музыкальные пьесы-импровизации. Это своего рода словесный джаз… — Герман Гецевич
Опубликовал мемуарную книгу «Опрокинутый Олимп». «Это — исповедь о моём времени, о людях, с которыми мне выпала честь идти рядом по жизни, о друзьях и товарищах, художниках и поэтах, о наших хитромудрых отношениях с властями, о тайном и явном противостоянии КГБ, о девушках, которых мы любили и прекрасней которых никого не было и нет. Василий Аксёнов, Булат Окуджава, Борис Слуцкий, Эрнст Неизвестный, Иосиф Бродский, Андрей Вознесенский, Юнна Мориц, Павел Антокольский, Евгений Винокуров, Варлам Шаламов — о тех, кто составил славу нашего времени, об их нелёгких и зачастую трагических судьбах». Иначе в 2019 году оценил эту книгу поэт и литературный критик Сергей Мнацаканян в статье к 80-летнему юбилею Вегина: «Крайне интересно, как искажается в мемуарах недавнее прошлое, меняется ретроспектива и переоцениваются реальные роли, события и лица».

## Книги
- Притяжение — сборник стихов 1964
- Винтовая лестница — Лирика (Москва, Молодая гвардия, 1968)
- Переплыви Лету — Лирика (Москва, Молодая гвардия, 1973)
- Лет лебединый — Стихи (Москва, Советский писатель, 1974)
- Зимняя почта — Стихотворения и поэмы (Москва, Современник, 1978; Новинки «Современника»)
- Над крышами — Стихи (Москва, Советский писатель, 1979)
- Созвездие Отца и Матери — Лирика. (Гравюры С. Красаускаса. — Москва, Молодая гвардия, 1981)
- Вальс деревенской луны — Книга лирики (Москва, Советский писатель, 1983)
- Серебро — Стихотворения и поэмы (Москва, Современник, 1984)
- Избранное — (Вступ. ст. Ю. Мориц. — Москва, Советский писатель, 1986)
- Мастерская — (Москва, Современник, 1989)
- Раненая роза — (Москва, Правда, Б-ка «Огонек», 1989)
- Катины секреты — стихи для детей (Москва, Детская литература, 1989)
- Каменные колокола — сборник стихов (Ереван, 1989)
- Опрокинутый Олимп: роман-воспоминание (Красноярск, Красноярское изд-во, 2000)
- Опрокинутый Олимп: роман-воспоминание (Москва, Центрполиграф, 2001)
- Блюзы для бога — новые стихотворения (Лос-Анджелес, 2002)

В переводе Вегина на русский язык вышли книги:
- Каренц В. «Тропа под снегом» — Москва, 1971.
- Эдуардас Межелайтис «Огонь в ручье» стихи — Москва, 1984.